# Niwaella
Niwaella – rodzaj ryb karpiokształtnych z rodziny piskorzowatych (Cobitidae).

## Klasyfikacja
Gatunki zaliczane do tego rodzaju:
- Niwaella delicata
- Niwaella laterimaculata
- Niwaella longibarba
- Niwaella xinjiangensis

Gatunkiem typowym jest Cobitis delicata (N. delicata).